# Preuilly-la-Ville

Preuilly-la-Ville este o comună în departamentul Indre, Franța. În 1 ianuarie 2022 avea o populație de 151 de locuitori.